# Малюк

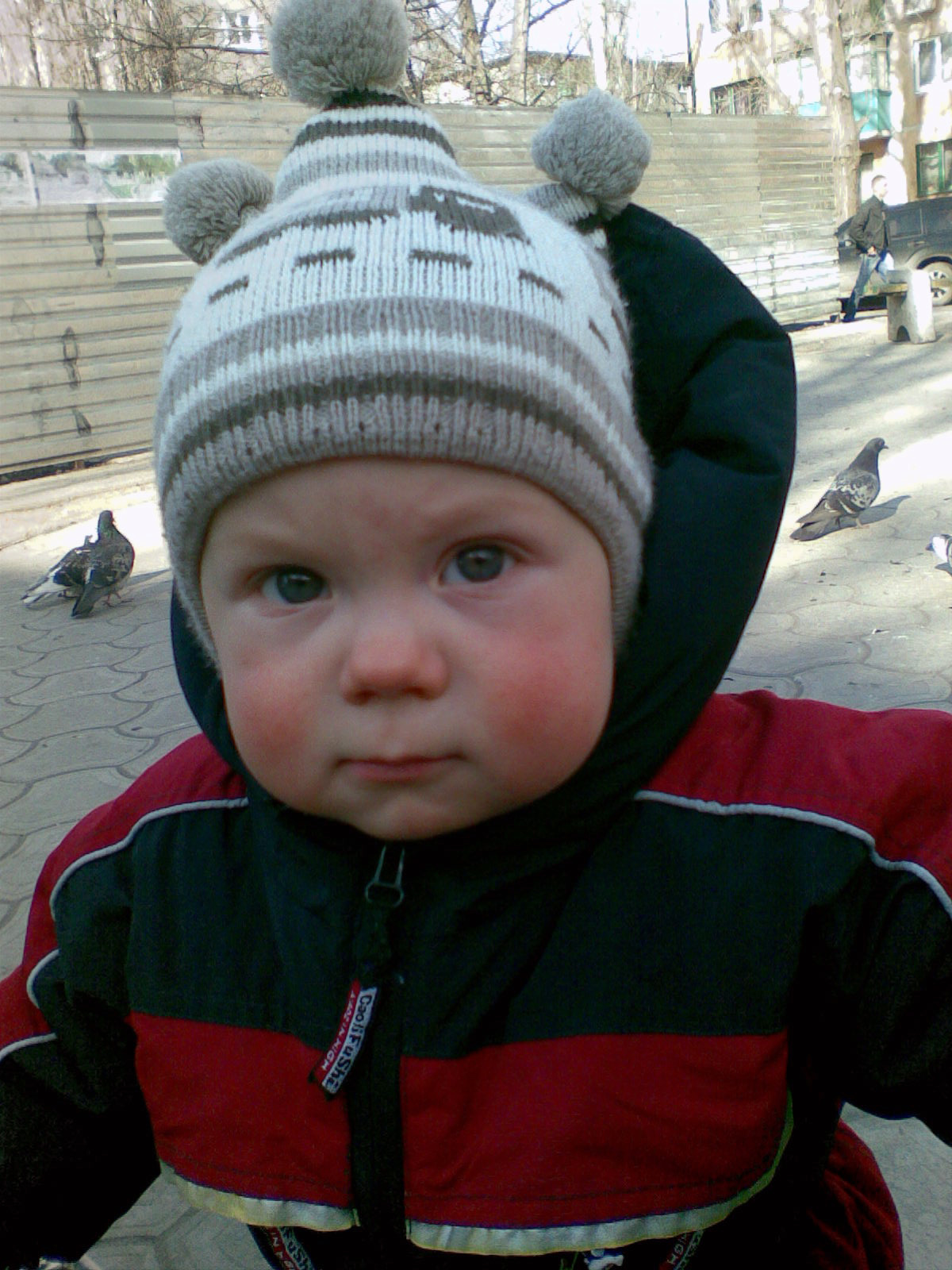
Малюк. 1,5 роки.

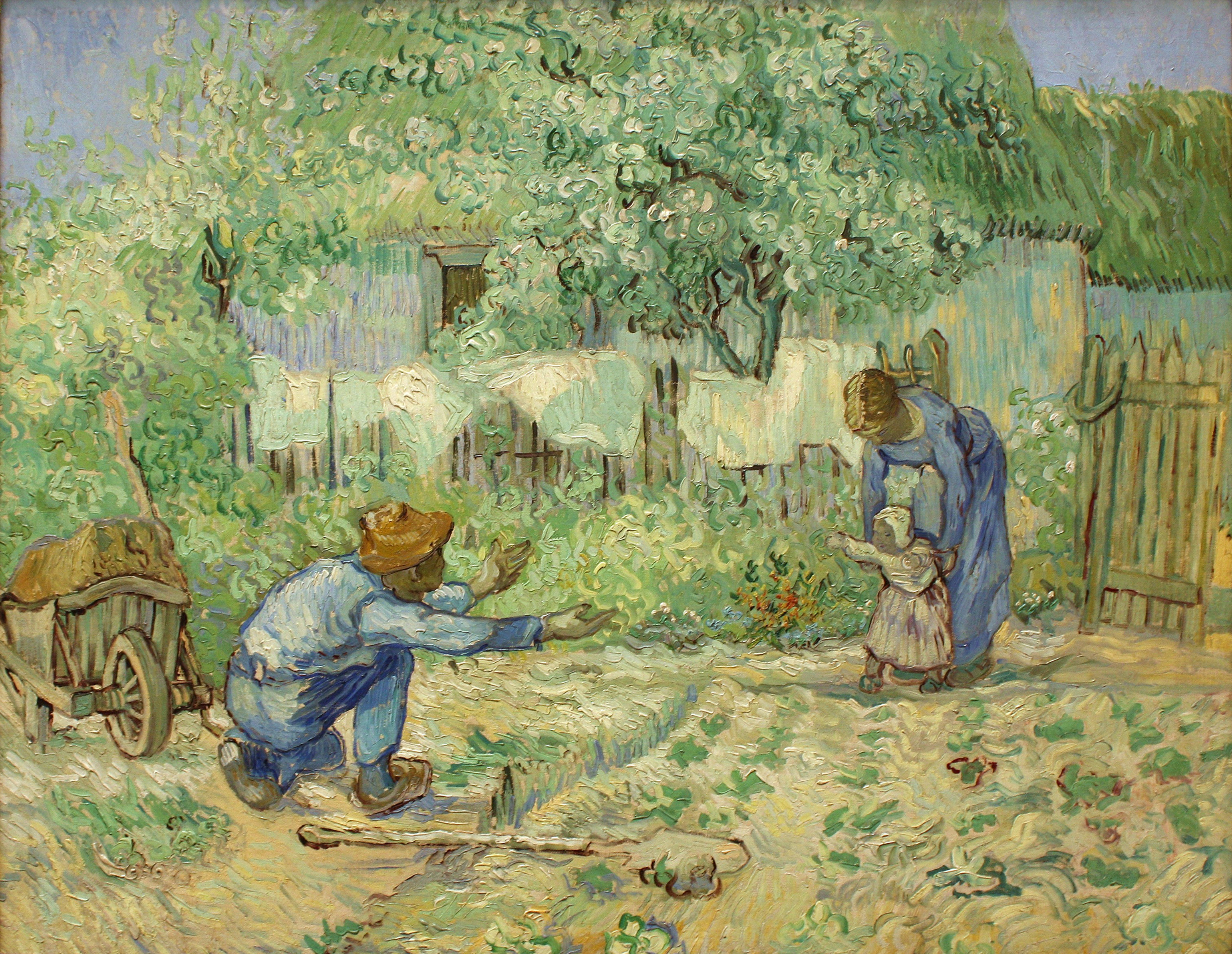
Вінсент ван Гог, Перші кроки

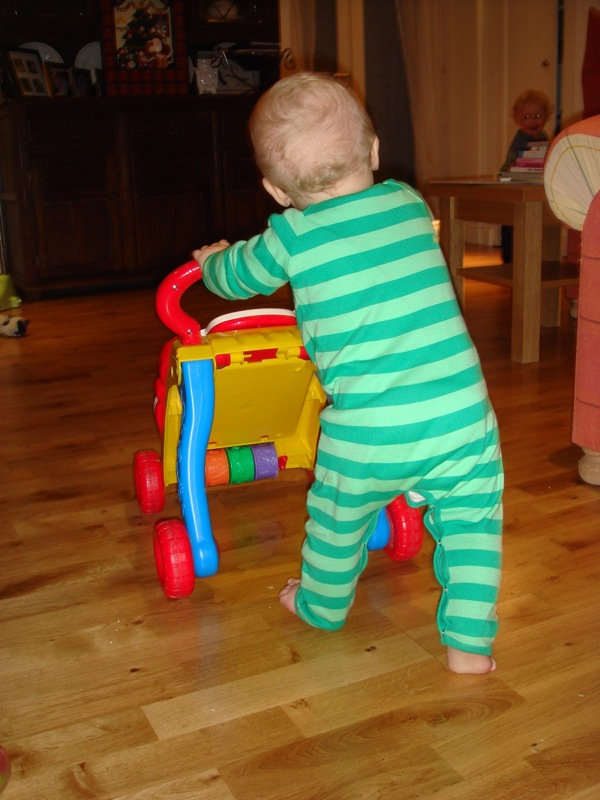

Малюк — мала дитина в 1,5-4 років. Це вік активного розвитку дитини.
Зріст середньої дитини в 3 роки дорівнює 98,7 ± 2,5 см. Ця дитина до 4 років досягає 106,2 см ± 2,4 см. Середня вага коливається в основному від 12 до 17 кг.
У дітей 3—4 років особливо швидко відбувається розвиток мовлення. Як правило, дитина до 3 років майже засвоює свою рідну мову. У 3 роки дитині для спілкування досить кількох сотень слів, у 4 роки ця цифра досягає 1500—2000 слів. Слід відмітити, що родині для повсякденного спілкування дорослими використовується в середньому від 3000 до 5000 слів. Отже вже у 3-4 роки малюк у мовній комунікації активно наближається до дорослих.

## Галерея

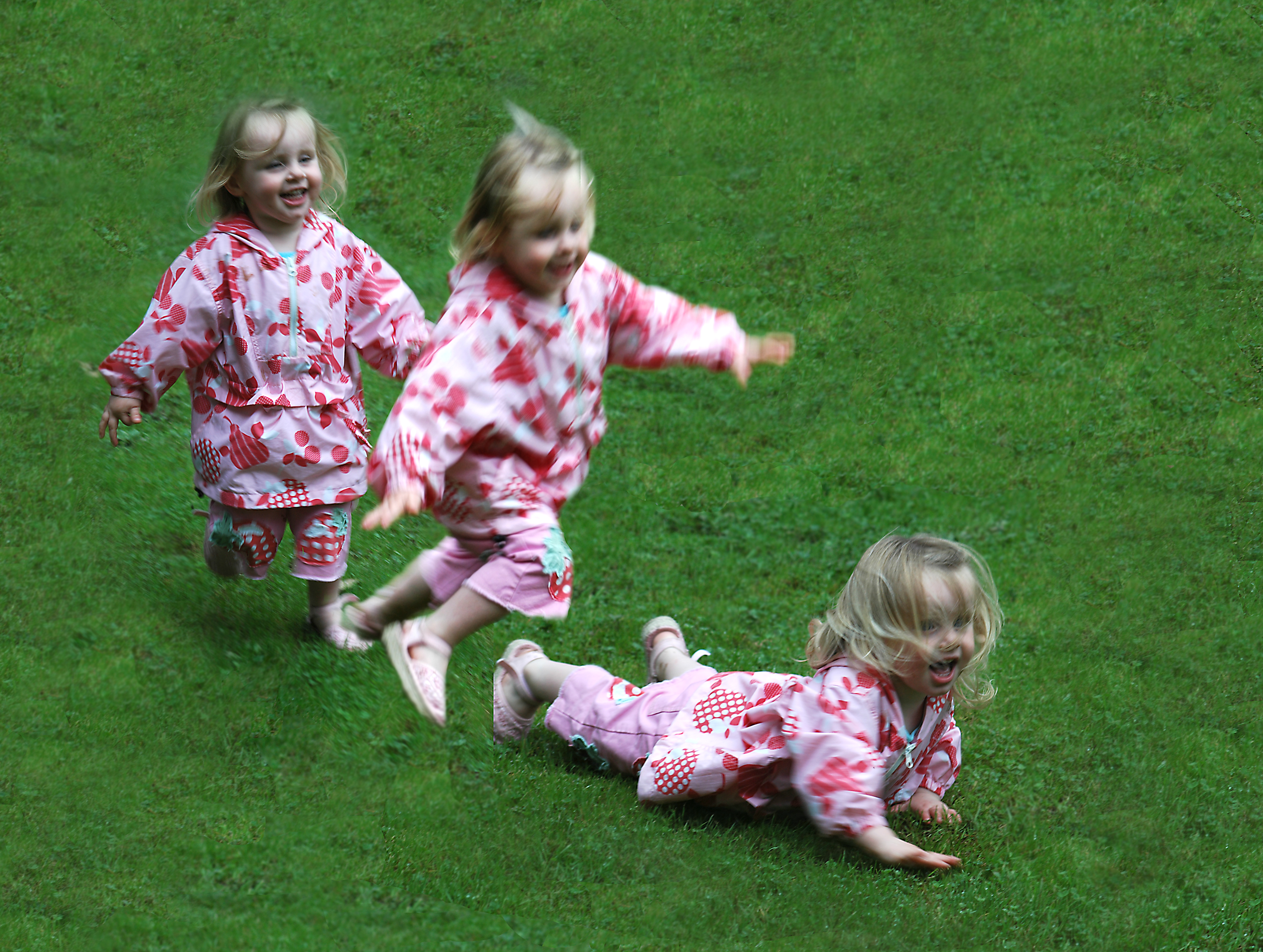
Дівча - пробіг і падіння
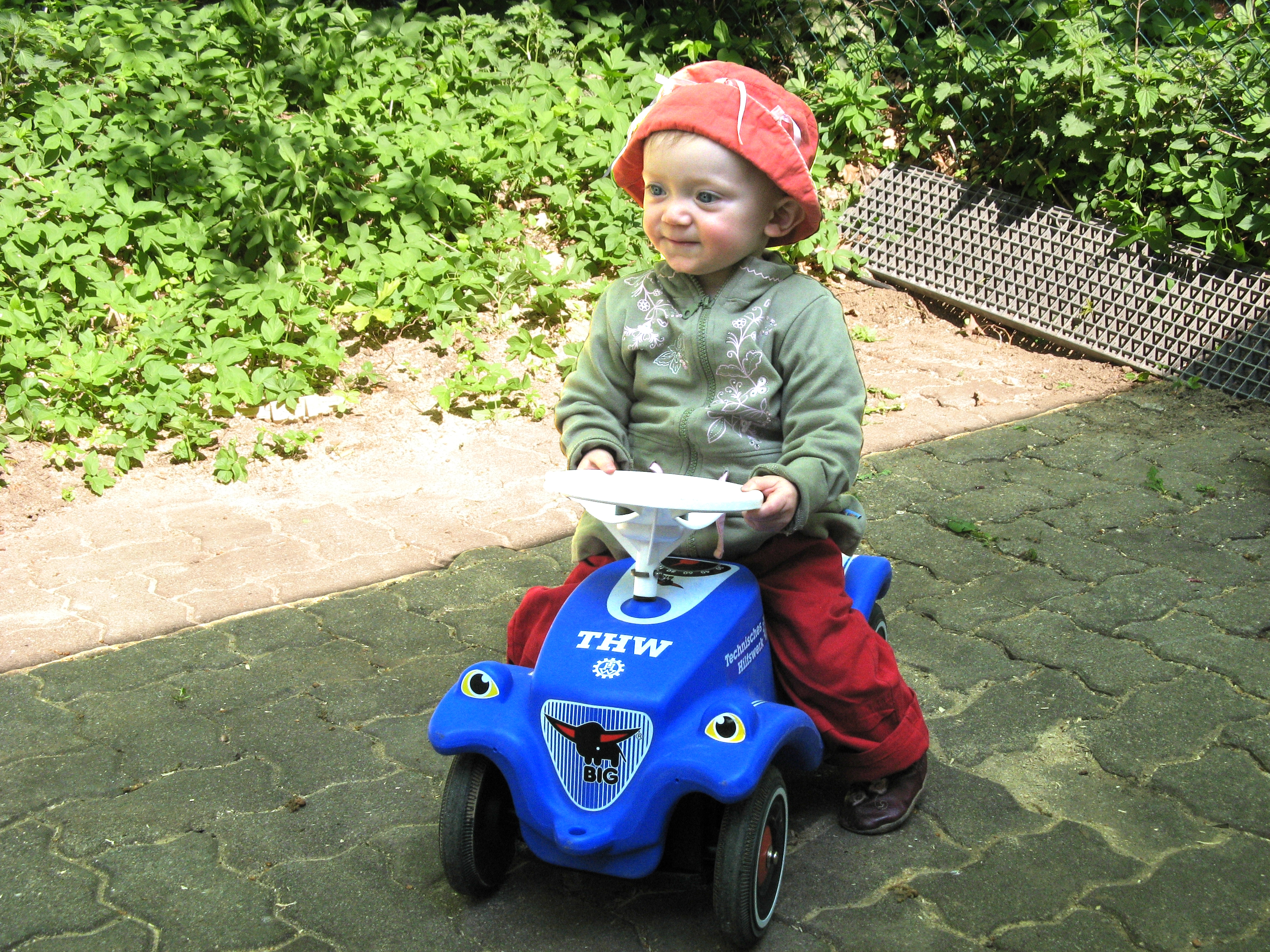
На дитячій машині
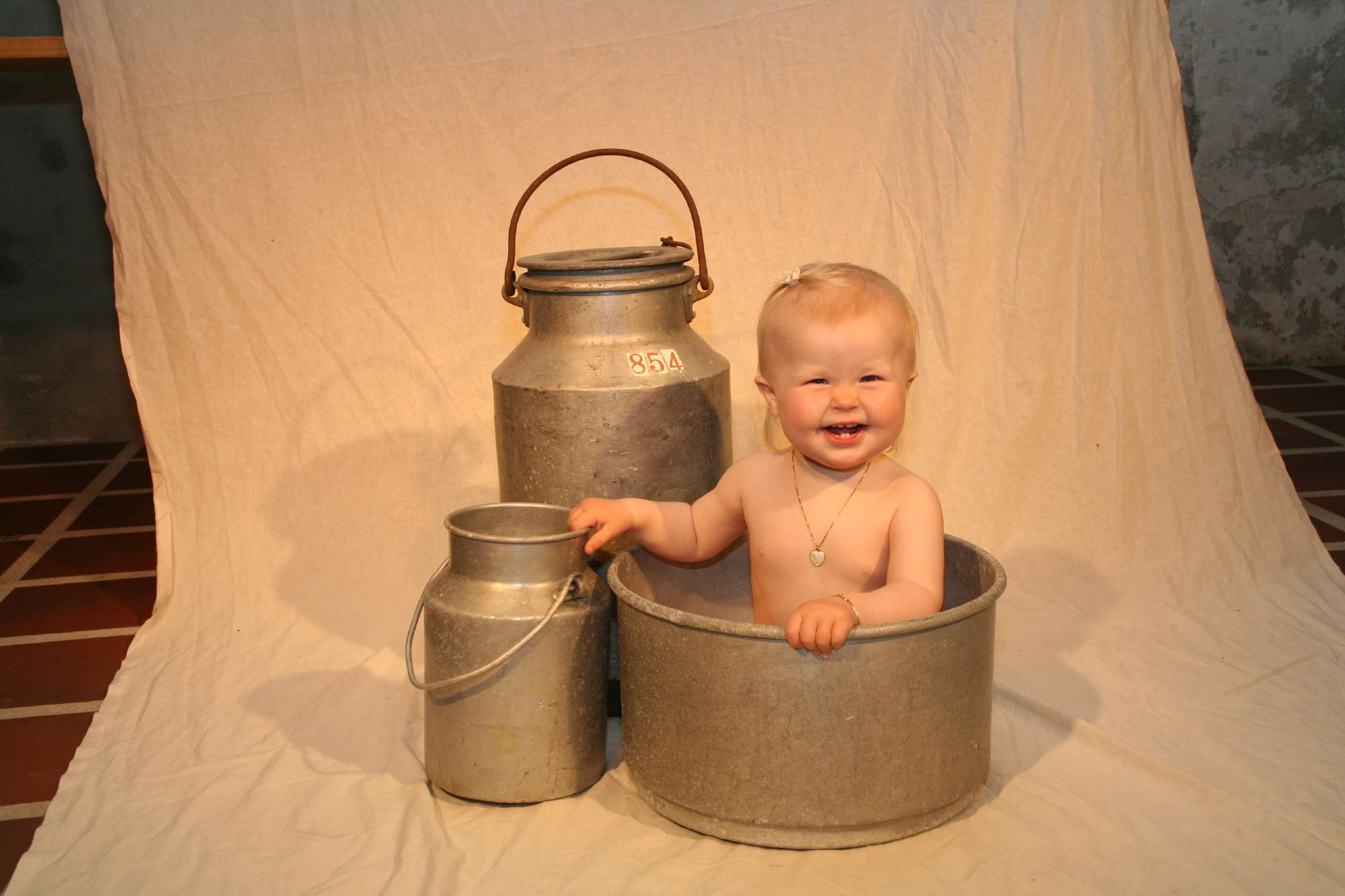
12-місячний малюк сидить у відерці
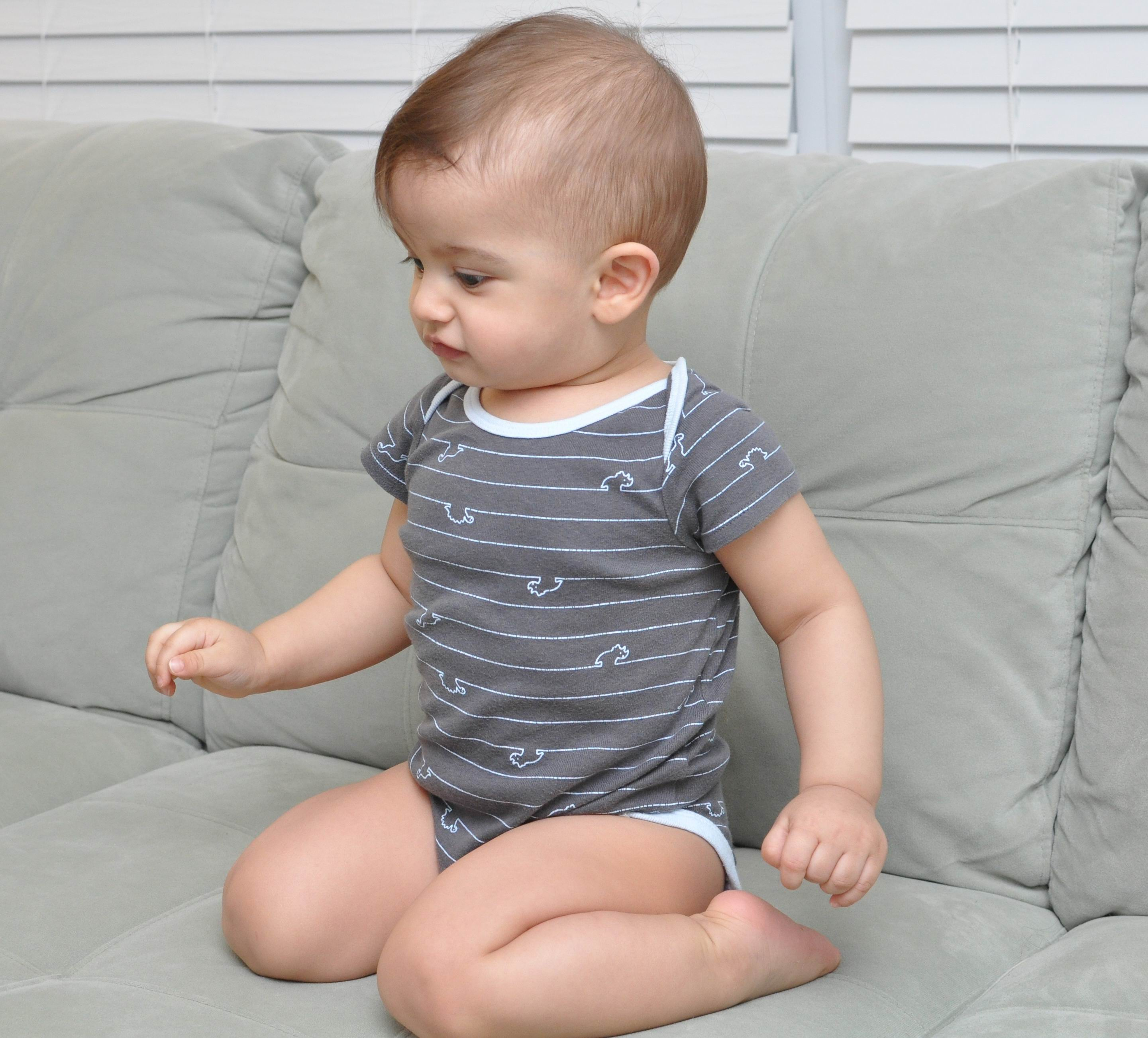
Однорічний малюк.
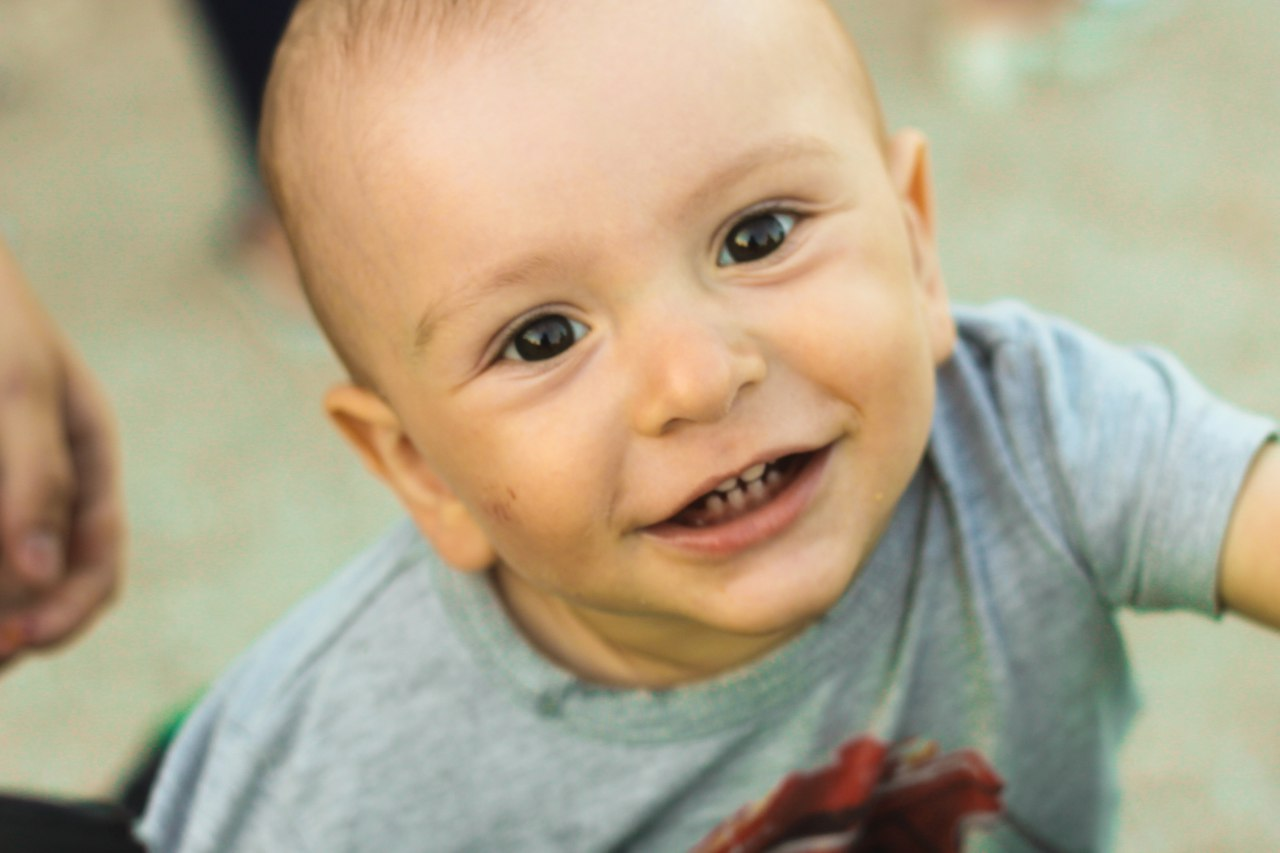